# Gmach parlamentu Rzeszy w Berlinie
Gmach parlamentu Rzeszy w Berlinie (niem. Reichstagsgebäudeⓘ, potocznie Reichstag) – od 1999 roku siedziba Bundestagu w Berlinie. Od 1994 roku jest miejscem obrad Zgromadzenia Federalnego (niem. Bundesversammlung), które odbywa się co pięć lat w celu wyboru prezydenta Niemiec (niem. Bundespräsident). Gmach znajduje się w dzielnicy Tiergarten.
Neorenesansowy budynek został zbudowany w latach 1884–1894 według projektu Paula Wallota. Do 1918 roku obradował w nim parlament II Rzeszy Niemieckiej. W latach 1919–1933 odbywały się tu posiedzenia parlamentu Republiki Weimarskiej. Gmach doznał poważnych uszkodzeń wskutek pożaru w 1933 r. oraz w wyniku działań wojennych. Został odbudowany w zmodernizowanej formie w latach 60. XX wieku przez Paula Baumgartena i przebudowany po zjednoczeniu Niemiec w latach 1991–1999 według projektu Normana Fostera.

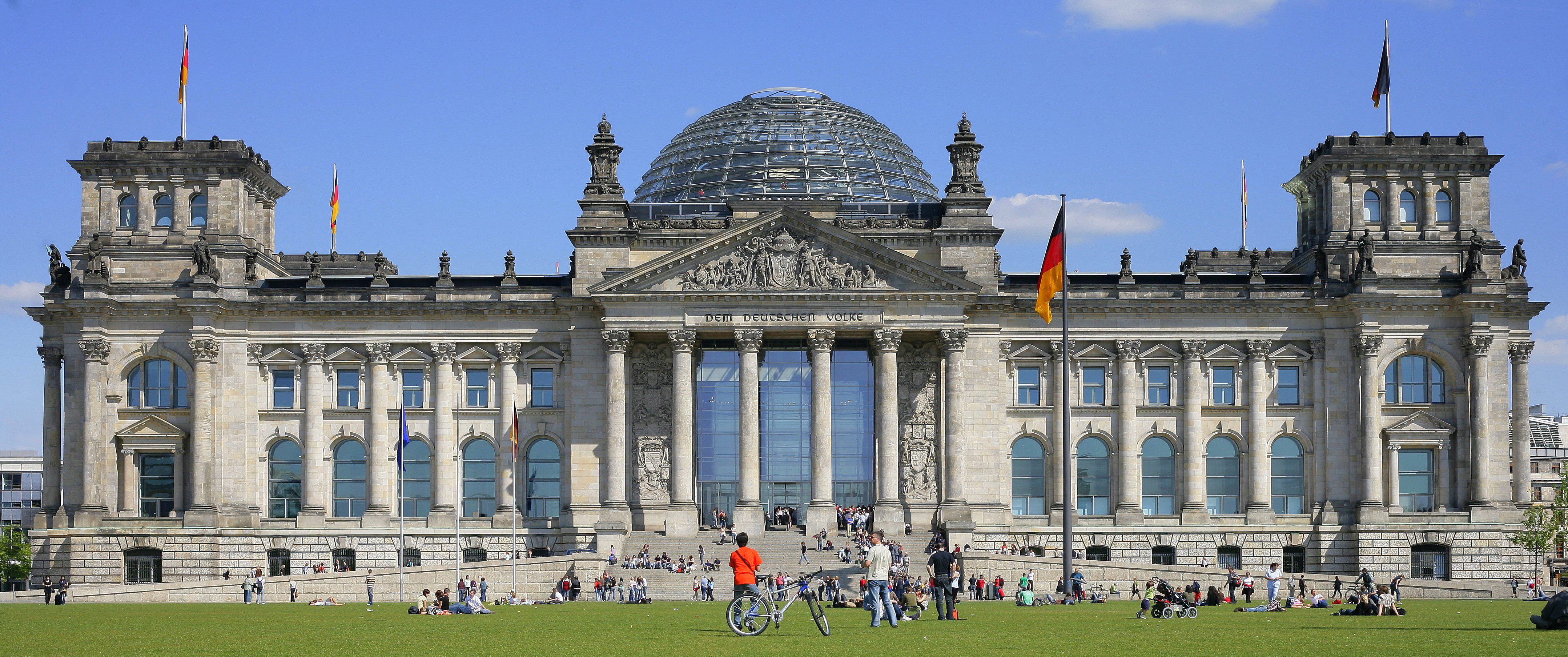
Reichstag w Berlinie, widok od strony zachodniej

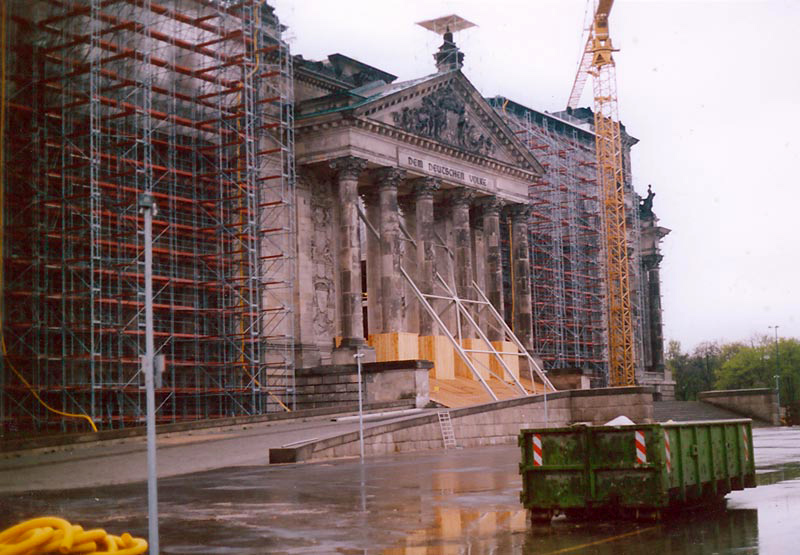
Reichstag, 1995

## Historia budowy

### Tymczasowa siedziba parlamentu

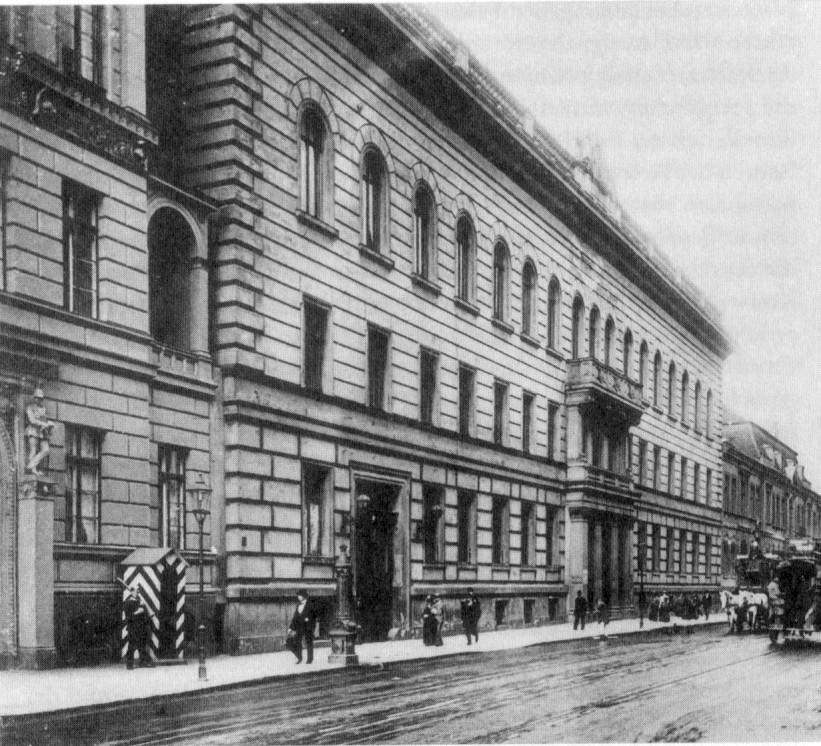
Tymczasowa siedziba Reichstagu przy Leipziger Straße 4 w Berlinie

Pierwszą siedzibą Reichstagu w Berlinie był barokowy gmach pruskiej Izby Panów (niem. Preußisches Herrenhaus) przy Leipziger Straße 3. Tu obradował od 1867 roku Reichstag Związku Północnoniemieckiego utworzonego przez Prusy, do którego weszły 22 państwa niemieckie położone na północ od linii Menu oraz, jako część Prus, Wielkie Księstwo Poznańskie. Po powstaniu II Rzeszy Niemieckiej w 1871 roku do Reichstagu dołączyli parlamentarzyści państw południowoniemieckich i budynek nie był w stanie pomieścić wszystkich posłów. Od marca 1871 roku Reichstag zaczął obradować w pałacu Schwerin, dawnej siedzibie pruskich deputowanych (niem. Preußisches Abgeordnetenhaus), przy Leipziger Straße 75, który wkrótce również okazał się zbyt mały. 19 kwietnia 1871 roku Reichstag wypowiedział się, że:

Budowa siedziby Reichstagu odpowiadającej zadaniom niemieckiego parlamentu i godnej przedstawicieli narodu niemieckiego jest pilną potrzebą.

Inne sformułowanie, nawiązujące do niedawnego zwycięstwa Prus nad Francją oraz założenia II Rzeszy Niemieckiej, o tonie silnie nacjonalistycznym, nie uzyskało poparcia większości posłów.
W 1871 roku powołano do życia parlamentarną komisję, która otrzymała zadanie przygotowania budowy nowej siedziby parlamentu: wyszukania odpowiedniej lokalizacji, opracowania planu budowy, przeprowadzenia konkursu na projekt architektoniczny oraz zapewnienia prac parlamentu w okresie przejściowym. Wkrótce znaleziono tymczasową siedzibę Reichstagu i w ciągu 70 dni dawny budynek Królewskiej Manufaktury Porcelany (niem. Königliche Porzellan-Manufaktur Berlin K.P.M.) przy Leipziger Straße 4 został zaadaptowany dla potrzeb parlamentu. Oczekiwano, że okres przejściowy potrwa nie więcej niż 5–6 lat – rzeczywistości trwał on aż 23 lata.

### Działka budowlana

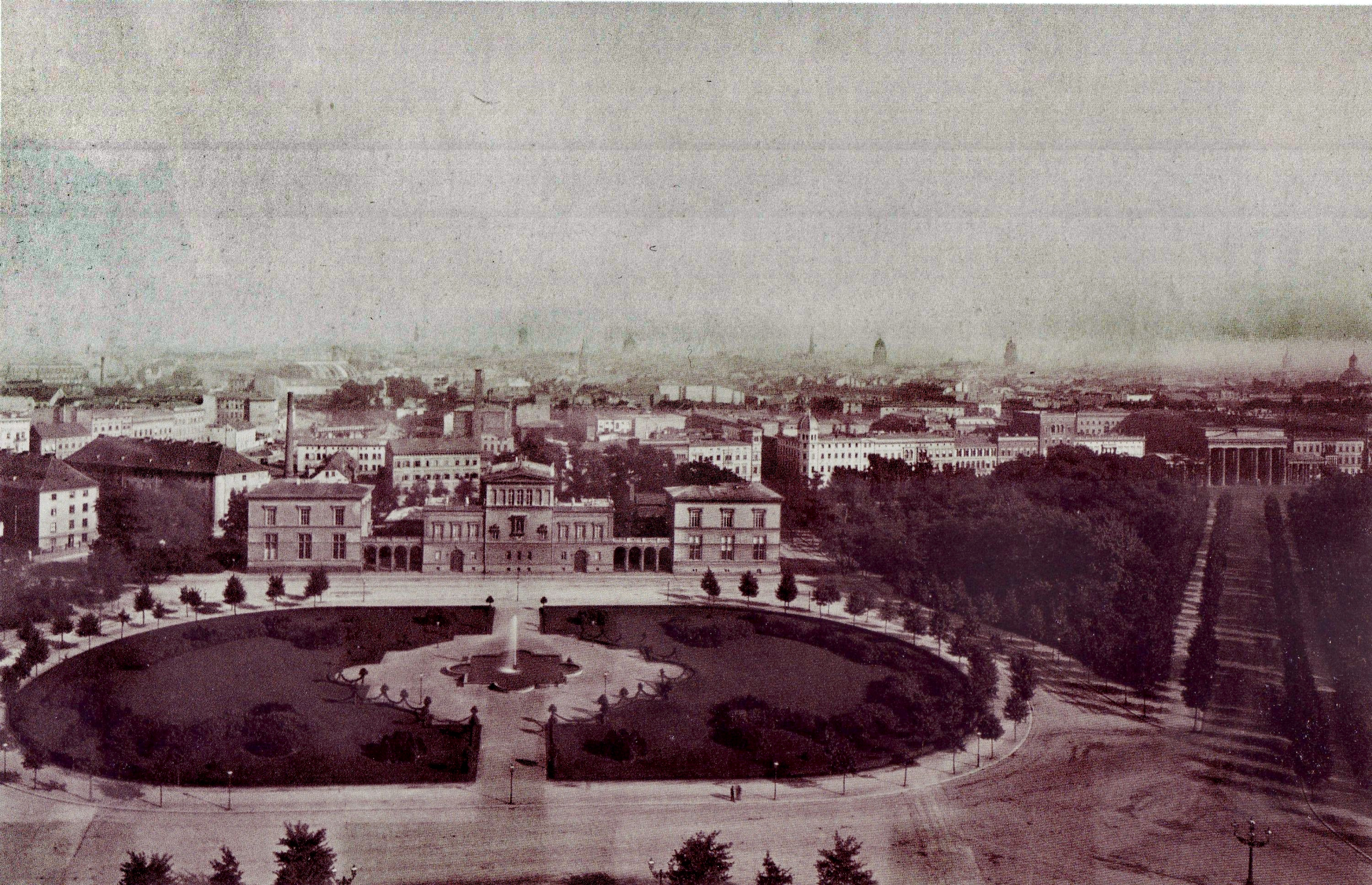
Pałac Raczyńskiego po wschodniej stronie Königsplatz, ok. 1880

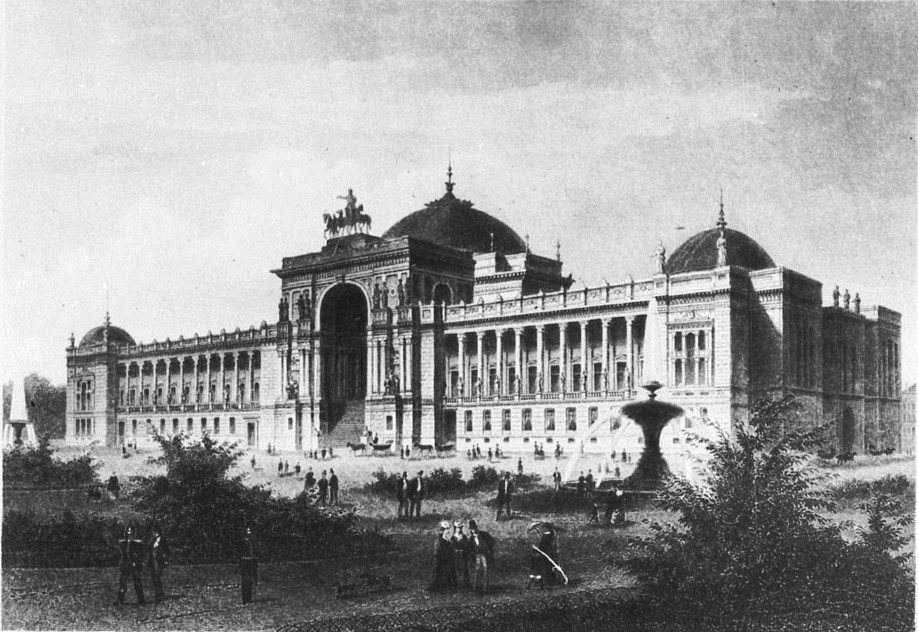
Projekt gmachu Reichstagu autorstwa Ludwiga Bohnstedta, 1872

Problemy napotkano już przy wyborze odpowiedniej parceli. Po krótkich poszukiwaniach komisja zdecydowała o postawieniu budynku po wschodniej stronie Königsplatz, dzisiejszego placu Republiki (niem. Platz der Republik). Jednak w miejscu tym stał pałac hrabiego Atanazego Raczyńskiego, polskiego ziemianina i pruskiego dyplomaty, dziedzicznego członka pruskiej Izby Panów. Komisja założyła, że jej plany otrzymają wsparcie cesarza, a co za tym idzie zgodę Raczyńskiego, i w 1872 rozpisała międzynarodowy konkurs na gmach Reichstagu.
Konkurs, w którym wzięło udział ponad stu architektów (ok. 1/3 z zagranicy), został rozstrzygnięty w lipcu 1872 roku. Wygrał projekt Ludwiga Bohnstedta z Gothy. Projekt ten spotkał się z powszechnym uznaniem, lecz nie mógł zostać zrealizowany ze względów prawnych. Hrabia Raczyński wzbraniał się stanowczo przed sprzedażą parceli, a cesarz Wilhelm I nie skłaniał się ku wywłaszczeniu, choć wybór miejsca uważał za odpowiedni.
Wobec tego komisja zaczęła rozważać alternatywną lokalizację po zachodniej stronie placu, w miejscu, gdzie wznosił się gmach opery Krolla (niem. Krolloper). Komisja kilkakrotnie rekomendowała parlamentowi podjęcie uchwały o zakupie tych gruntów, ten jednak za każdym razem ją odrzucał. Wielu deputowanych nie mogło pogodzić się z myślą o budowie siedziby Reichstagu w miejscu przybytku rozrywki. Innym wydawało się, że droga z hoteli, gdzie rezydowali, jest zbyt długa, szczególnie przy złych warunkach pogodowych. Cesarz coraz bardziej się niecierpliwił i w końcu w liście do kanclerza Rzeszy Ottona von Bismarcka zaaprobował nową lokalizację.
Po śmierci hrabiego Raczyńskiego w 1874 pierwotna koncepcja budowy gmachu po wschodniej stronie placu wydawała się bliska realizacji – jednak działkę udało się nabyć (w zamian za wysokie odszkodowanie) dopiero po wieloletnich negocjacjach z synem hrabiego, Karolem Edwardem Raczyńskim.

## Budowa

### Projekt (1881–1884)

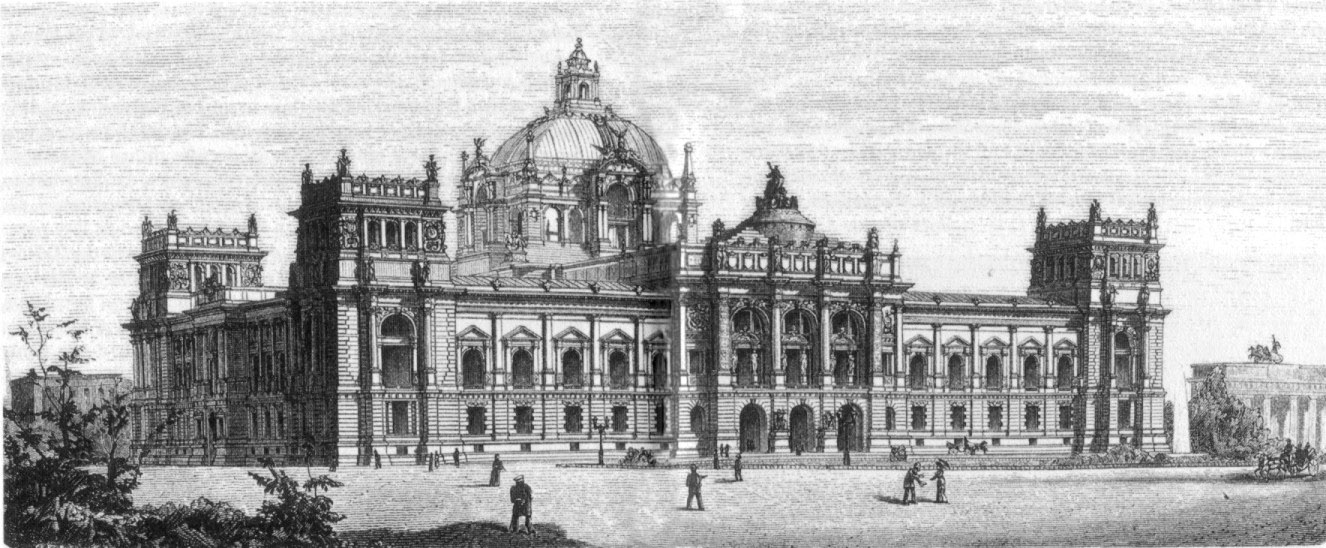
Projekt gmachu Reichstagu autorstwa Paula Wallota, 1882

W grudniu 1881 roku Reichstag zdecydował się zakupić działkę Raczyńskiego. Żywo dyskutowano kwestię zlecenia bez konkursu Ludwigowi Bohnstedtowi aktualizacji i realizacji jego zwycięskiego projektu z 1872. Jednak w lutym 1882 roku zdecydowano się na rozpisanie nowego konkursu – tym razem, na prośbę Związku Niemieckich Architektów i Inżynierów, jedynie o zasięgu narodowym. Wysoka nagroda pieniężna gwarantowała szerokie zainteresowanie najlepszych specjalistów. Również Bohnstedt przystąpił do rywalizacji, ale bez powodzenia. Spośród 190 nadesłanych prac wyłoniono dwa zwycięskie projekty: Paula Wallota z Frankfurtu nad Menem i Friedricha von Thierscha z Monachium. Ponieważ jednak Wallot uzyskał większą ilość głosów za (19 z 21), to on otrzymał zamówienie publiczne.
W 1880 roku zdecydowano, że w budowie będzie współuczestniczyć berlińska Królewska Akademia Budowlana, sprawując funkcje doradcze. Decyzja ta była raczej niefortunna, ponieważ wielu członków Akademii brało udział w konkursie. Nie można było im udowodnić działania na szkodę Wallota, jednak ich niezwykle pedantyczna krytyka jego prac stawiała pod znakiem zapytania ich obiektywność. Drugą instytucją sprawującą funkcje doradczo-kontrolne był Departament Budownictwa w pruskim Ministerstwie Robót Publicznych, który nader często postulował zmiany w projekcie. Paul Wallot cierpliwie spełniał te żądania, skarżąc się jedynie w listach prywatnych, że co kilka miesięcy musi nanosić poprawki w projekcie wnętrz oraz fasad. Pod koniec tego etapu prac niezależni eksperci wypowiadali opinie, że projekt po tych zmianach mocno odbiegał od pierwotnej wersji przedstawionej przez jej autora.

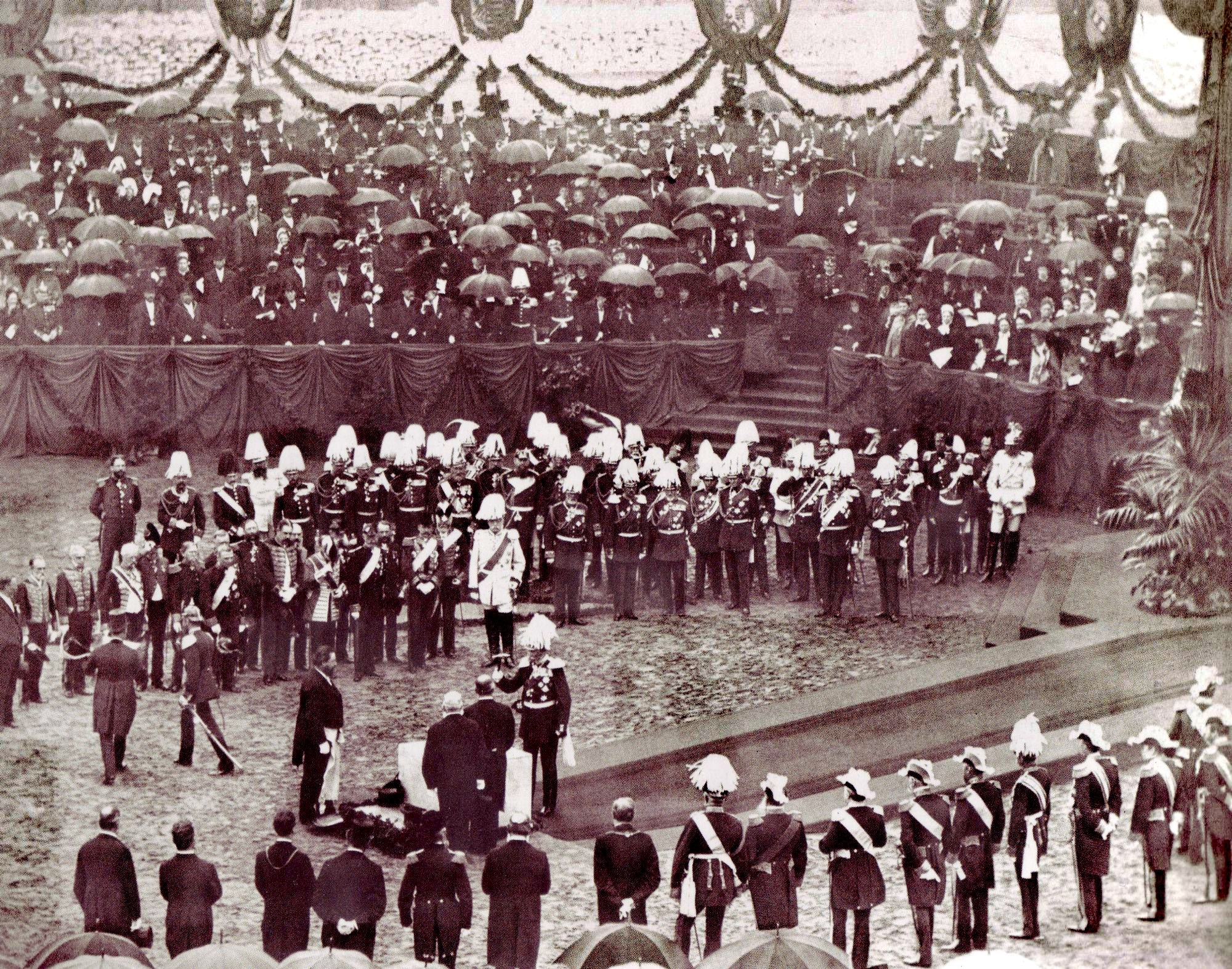
Położenie kamienia węgielnego pod budowę Reichstagu, 1884

Kamień węgielny pod budowę położono 9 czerwca 1884 roku. Ceremonia odbyła się z udziałem wojska i nielicznych parlamentarzystów. Obecni byli trzej przedstawiciele rodu Hohenzollernów: cesarz Wilhelm I, jego syn oraz wnuk (późniejsi cesarze Fryderyk III oraz Wilhelm II).

### Architektura i wyposażenie wnętrz (1884–1918)

#### Architektura zewnętrzna

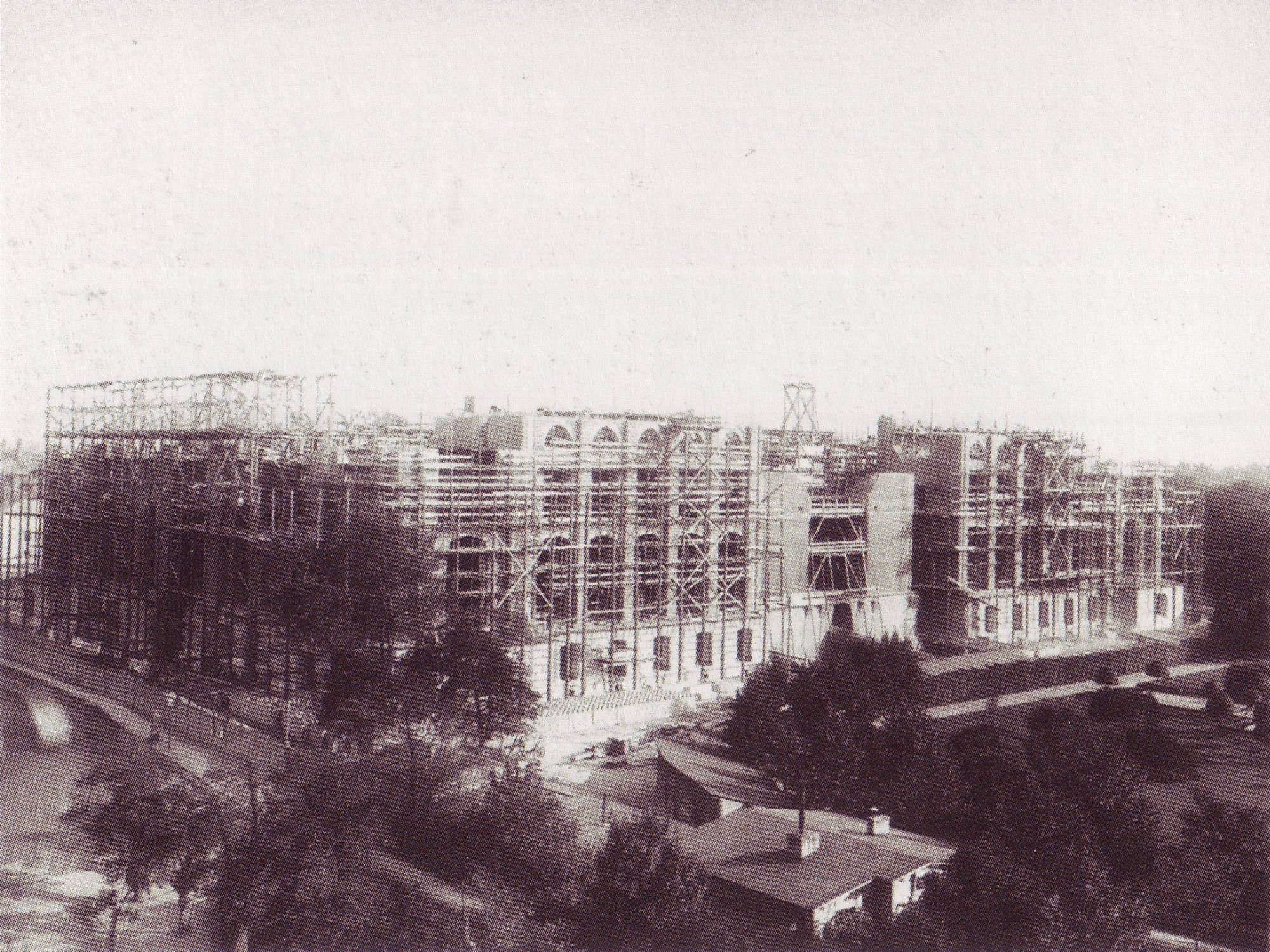
Budowa gmachu Reichstagu, 1888

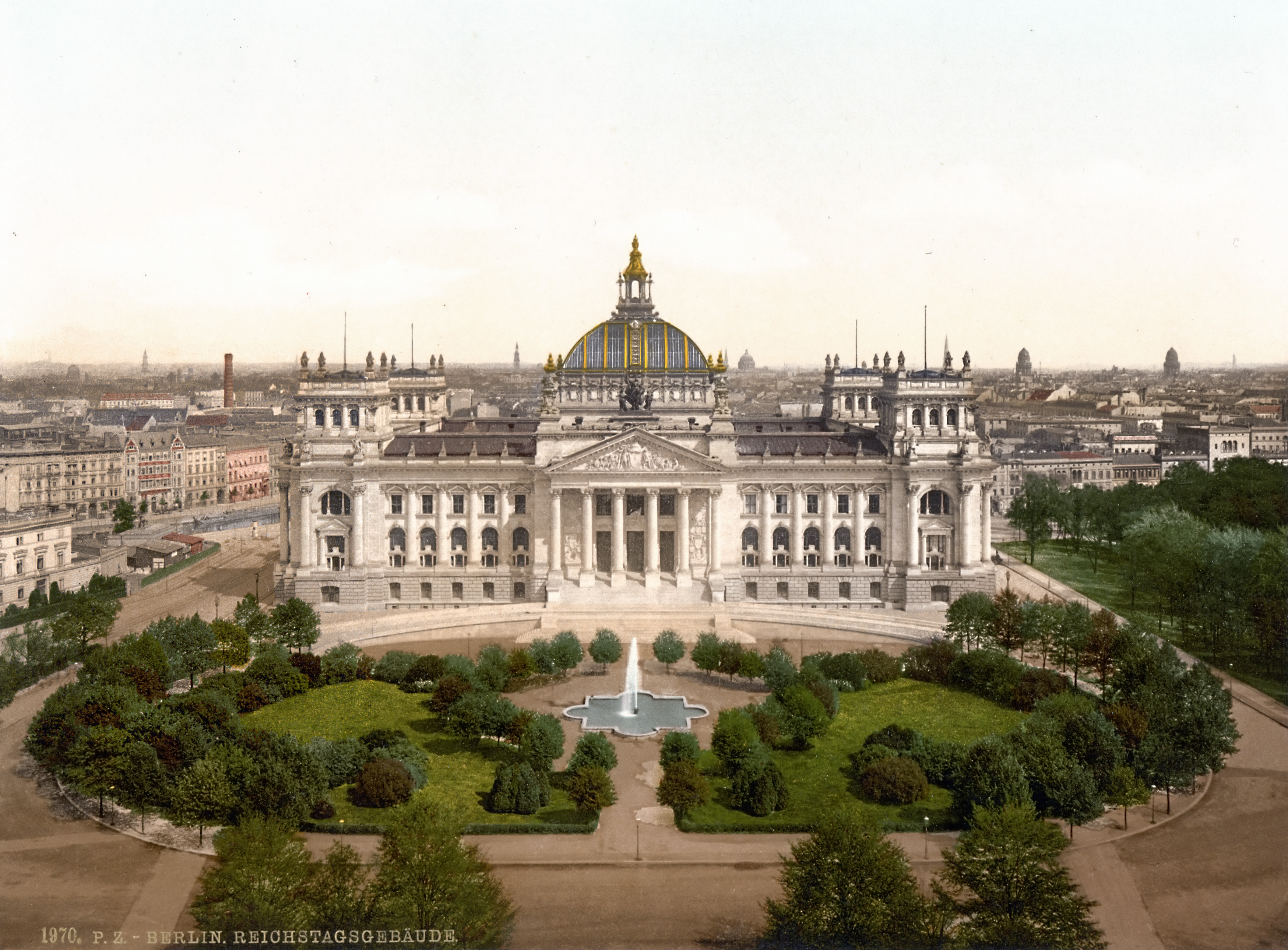
Budynek Reichstagu, ok. 1884–1900

Nad salą obrad plenarnych Wallot zaprojektował kopułę o wysokości 85 m. Kopuła została poddana pod krytykę, jako element zarezerwowany dla budowli sakralnych i cesarskich. Pojawiały się nawet zarzuty, że nadto przypomina Kapitol w Waszyngtonie. Z powodu różnych żądań Wallot był zmuszony przenieść kopułę znad plenarnej sali obrad nad zachodnią halę wejściową. Kopułę wzniosła berlińska firma kamieniarska Zeidler & Wimmel. Jednak w miarę posuwania się prac, architekt nabierał przekonania, że kopuła musi zostać rozebrana. Po żmudnych negocjacjach uzyskał w końcu zgodę na dokonanie niezbędnych zmian. W międzyczasie, wokół przyszłej sali plenarnej wzniesiono ściany nośne, które jednak były zbyt słabe, by unieść ciężar kamiennej kopuły. Rozwiązanie problemu znalazł w 1889 roku inżynier budownictwa Hermann Zimmermann. Zredukował on wysokość kopuły z 85 do 75 m i zaproponował lekką konstrukcję z żelaza i szkła, która zapewniała dopływ światła słonecznego do sali obrad. Kopułę zwieńczyła korona cesarska.
Wilhelm II, od 1888 roku urzędujący cesarz, z początku miał bardzo pozytywny stosunek do budowy Reichstagu. Popierał Wallota, również w kwestii lokalizacji kopuły, chociaż ta miała być wyższa niż 67-metrowa kopuła berlińskiego pałacu miejskiego (niem. Berliner Stadtschloss) i była wyrazem żądań nielubianego przez cesarza parlamentu. Od ok. 1892 roku widoczna była jednak narastająca niechęć monarchy do projektu, który wyrażał się o nim: „szczyt braku smaku” (niem. Gipfel der Geschmacklosigkeit), “całkowicie niefortunna kreacja” (niem. völlig verunglückte Schöpfung), a nawet nieoficjalnie jako “małpiarnia Rzeszy” (niem. Reichsaffenhaus). Wobec Wallota odczuwał wyraźną osobistą awersję po tym, jak architekt odmówił przeprowadzenia kolejnych zmian w projekcie. Odmówił przyznania architektowi wielu odznaczeń, do których ten był nominowany. Swojemu zaufanemu Philippowi zu Eulenburgowi zwierzał się w liście, że udało mu się obrazić Wallota podczas osobistej audiencji.
Paul Wallot rozwijał projekt w powszechnym wówczas stylu historycznym: architektura zewnętrzna bazowała na włoskim renesansie (prezentując styl neorenesansowy), połączonym z elementami renesansu niemieckiego, neobaroku, a także modnymi wówczas konstrukcjami z żelaza i szkła (kopuła). Architektoniczna synteza Wallota nie była pozytywnie odbierana przez jemu współczesnych. Tradycjonaliści odrzucali elementy modernistycznej kopuły, a młodsi krytycy nie mogli zaakceptować masywnego, neorenesansowego prostopadłościanu. Szczególnie dotkliwą krytykę wyraził w 1922 ówczesny architekt miasta Berlina Ludwig Hoffmann, nazywając budynek „karawanem pierwszej klasy” (niem. Leichenwagen erster Klasse). Jednak inne źródła podają, że większość niemieckich architektów odebrała projekt z wielkim uznaniem.
5 grudnia 1894 roku położono ostatni zwornik. W ceremonii otwarcia gmachu uczestniczyło wojsko. Wallot osobiście oprowadził parę cesarską po nowej siedzibie parlamentu. Oficjalnie Wilhelm II wypowiadał się pozytywnie o budowli. Koszty budowy wyniosły 24 miliony marek. Finansowanie nastąpiło z reparacji wojennych zapłaconych przez Francję po przegranej wojnie z Prusami w latach 1870–1871.

#### Architektura wnętrz

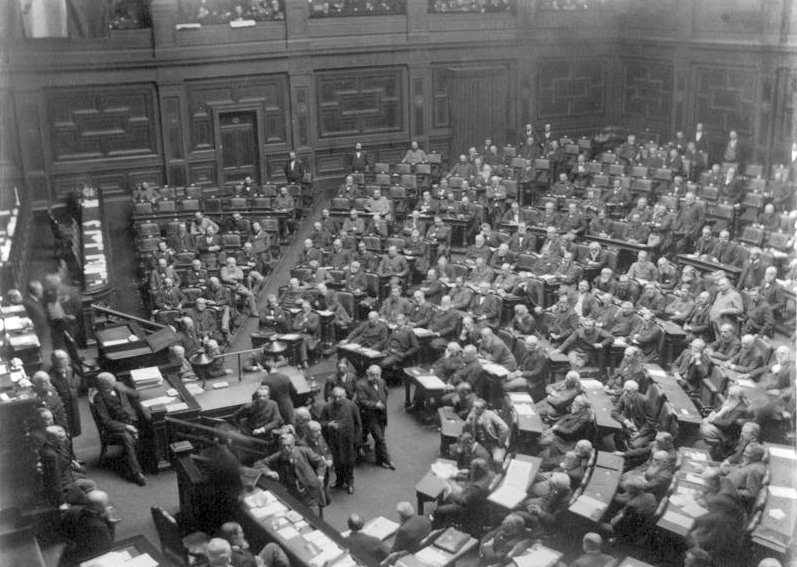
Sala obrad plenarnych, ok. 1889

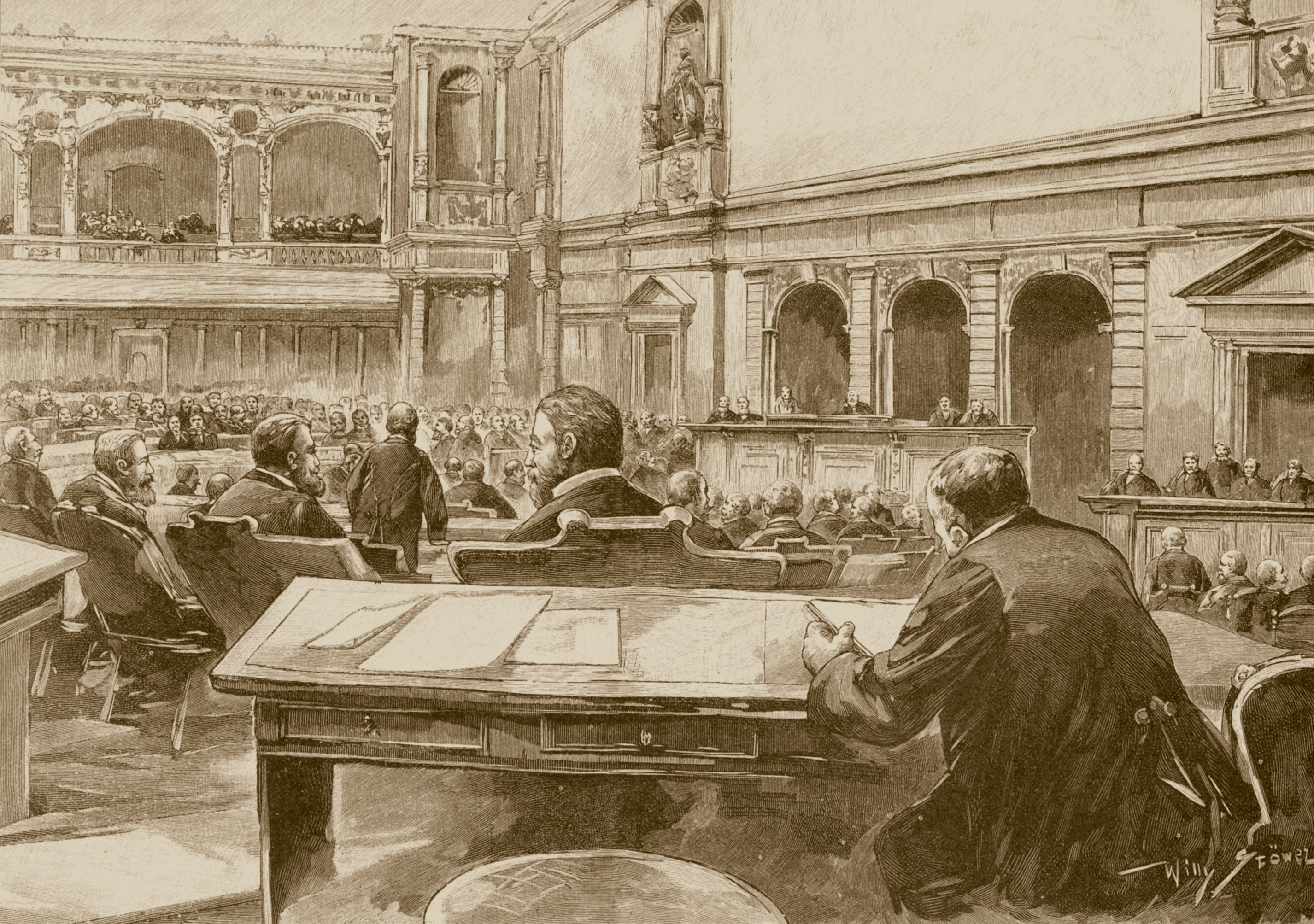
Sala obrad, ok. 1894, rysunek Willy’ego Stöwera

Budynek Reichstagu był zaprojektowany, by spełniać funkcje parlamentu. W centralnej części gmachu znajdowała się sala plenarna dla 397 parlamentarzystów.
Poza salami obrad dla Reichstagu, a obecnie Bundestagu, w gmachu urządzono czytelnię, liczne sale rozmów, salę wypoczynkową, garderoby, przebieralnie. Budynek mieścił również bibliotekę zawierającą ponad 90 tysięcy woluminów, która rozrosła się do 320 tys. (stan przy rozwiązaniu biblioteki). Archiwum Reichstagu wkrótce liczyło około miliona pism, które przesyłano do czytelni przy pomocy systemu wind pneumatycznych. Ponadto budynek posiadał własną elektrownię, która zapewniała stały dopływ prądu, system regulacji ogrzewania, elektryczną wentylację, okna o podwójnych szybach, sieć telefoniczną, toalety.
Jedynym mankamentem okazał się brak wystarczającej liczby gabinetów do pracy dla parlamentarzystów. Na tle innych europejskich parlamentów, nowy Reichstag o powierzchni 138×96 m, był relatywnie mały. Kolejne przebudowy nie przyczyniły się do rozwiązania tego problemu.
Większość pomieszczeń była wyłożona drewnianą boazerią, przeważało drewno dębowe, sosnowe oraz gatunki orientalne. Za drewnem przemawiały względy akustyczne oraz stylistyczne. Wallot zaprojektował wnętrza oraz wyposażenie w stylu niemieckiego renesansu z XVI–XVII w. Drewniane boazerie oraz drewniane dekoracje (rozety nad drzwiami, obeliski, poskręcane kolumny, girlandy oraz figury alegoryczne) należały do koniecznych detali reprezentacyjnych budowli państwowych doby renesansu. Tego typu zdobnictwo uważane było za typowe niemieckie i w zamyśle architekta miało kontrastować z bardziej międzynarodowym stylem neorenesansowym charakteryzującym architekturę zewnętrzną.
Dzieła sztuki do Reichstagu wybierano tak, by nawiązywały do zjednoczenia Niemiec w 1871 roku. Herb Rzeszy umieszczony na szczycie nad wejściem głównym oraz cesarska korona na szczycie kopuły symbolizowały jedność Niemiec. Podobnie alegoria Germanii Reinholda Begasa nad głównym portalem. W wielu miejscach podkreślano fakt, iż państwo niemieckie składa się z wielu krajów – umieszczano licznie herby najważniejszych miast oraz krajów, a nawet personifikacje niemieckich rzek, m.in. Renu. Ponadto 16 figur na wieżach narożnych przedstawiało modne ówcześnie motywy, m.in. sztukę, naukę, wychowanie itp. Do prac rzeźbiarskich zatrudniono artystów ze wszystkich krajów niemieckich, aby uniknąć regionalnych waśni.

#### Inskrypcja DEM DEUTSCHEN VOLKE

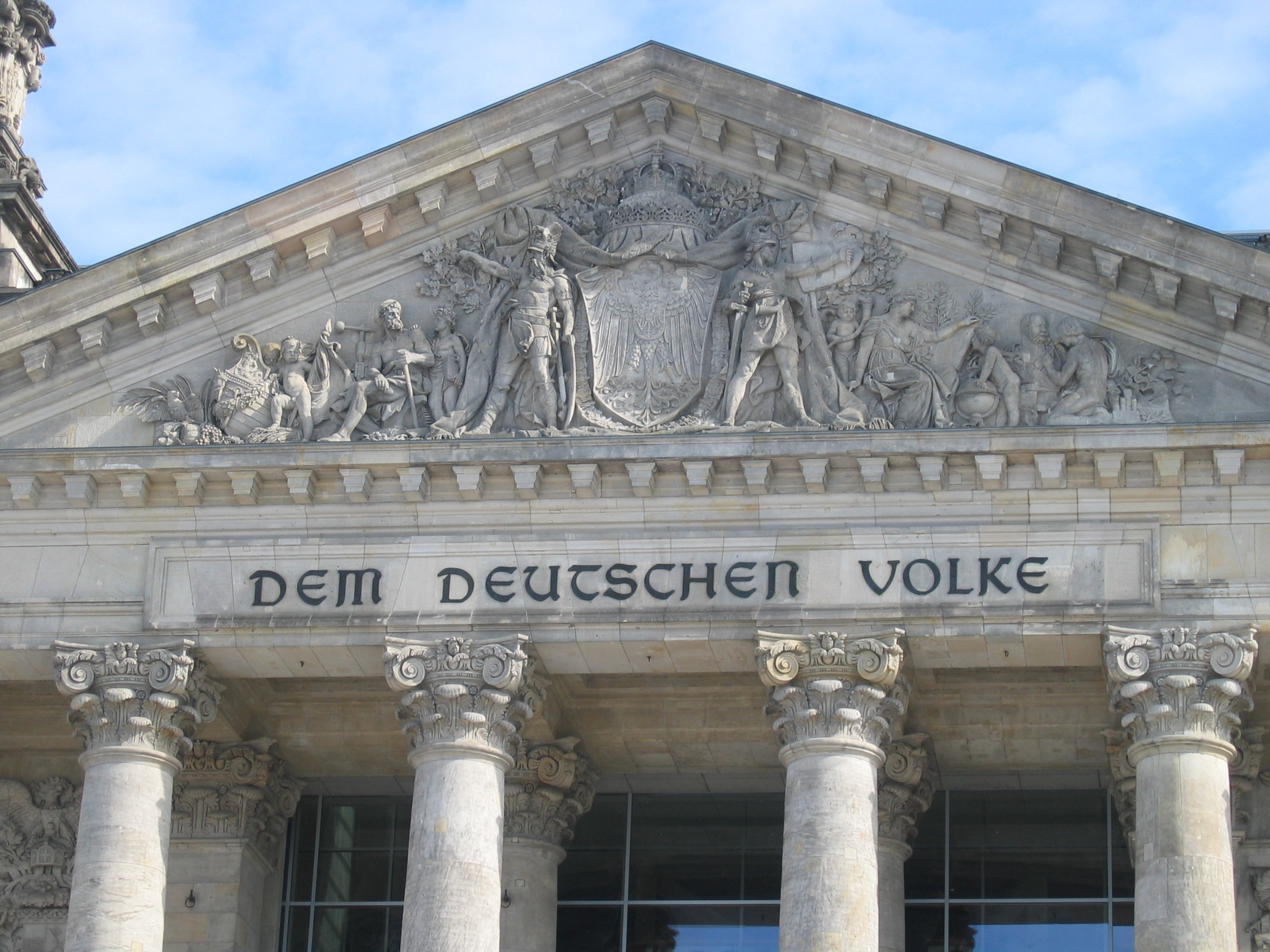
Szczyt Reichstagu z widoczną inskrypcją DEM DEUTSCHEN VOLKE

Gmach miał być poświęcony ludowi niemieckiemu (niem.: Dem Deutschen Volke). Napis ten, wybrany przez Wallota, miał znaleźć się jeszcze przed otwarciem budowli nad portalem zachodnim. Jednak miejsce nań przeznaczone pozostawało puste przez ponad 20 lat. Przypuszcza się, że to cesarz osobiście zdecydował o nieumieszczaniu inskrypcji. Jednak brak na to konkretnych dowodów.
Dopiero na Boże Narodzenie 1916 roku, podczas I wojny światowej, napis znalazł się na swoim miejscu. W literaturze wymienia się dwa motywy podjęcia tej akcji. Cesarz miał wyrazić zgodę po tym, jak SPD zaakceptowało zaciągnięcie nowych kredytów na prowadzenie wojny. Nastroje przygnębionego wojną narodu miały się polepszyć poprzez odpowiedni gest ze strony cesarza.
Inskrypcję, czcionką typu uncjała, zaprojektował w 1908 roku Peter Behrens, architekt i projektant przemysłowy. Do produkcji 60 centymetrowych liter zużyto dwie armaty zdobyte podczas wojen wyzwoleńczych (1812–1814). Prace wykonała odlewnia S.A. Loevy.
Wallot, zniesmaczony ciągłymi konfliktami, jakie narastały wokół budowy i gotowego już gmachu, objął profesurę na Akademii Sztuk Pięknych i w Wyższej Szkole Technicznej w Dreźnie (1884–1911). Do swojej śmierci w 1912 pozostał jednak konsultantem w sprawach wyposażenia i dzieł sztuki dla Reichstagu.

## Republika Weimarska

### Proklamowanie republiki (1918)
9 listopada 1918, około godziny 14, z drugiego zachodniego balkonu po prawej stronie od wejścia głównego Philipp Scheidemann, poseł SPD, proklamował republikę niemiecką. Obecnie w tym miejscu znajduje się tablica pamiątkowa. Mowa Scheidemanna przekazana została w wielu różnych wersjach. W swoich pamiętnikach z 1928, Scheidemann przytaczał własne słowa:

Robotnicy i żołnierze! Straszne były cztery lata wojny. Przerażające były ofiary krwi i straty majątkowe, które lud musiał ponieść. Ta nieszczęsna wojna dobiegła końca. Skończyło się mordowanie. Następstwa wojny, nędza i niedola będą dla nas ciężarem jeszcze przez wiele lat. Bądźcie zgodni, wierni i świadomi obowiązków! Stara i zmurszała monarchia runęła. Niech żyje nowe! Niech żyje Republika Niemiecka!

Kilka godzin później, ok. godz. 16.30, Karl Liebknecht proklamował z berlińskiego zamku miejskiego wolną republikę socjalistyczną (niem. Freie Sozialistische Republik).

### Projekty rozbudowy
Wraz z nowymi prawami przyznanymi parlamentowi w okresie Republiki Weimarskiej, wzrosła również liczba posłów z 397 do 600. Również biblioteka parlamentarna zaczęła powiększać się w szybkim tempie ok. 8 tysięcy woluminów rocznie. Pod koniec lat 20. XX w. planowano rozbudowę gmachu w kierunku północnym, jednak nigdy jej nie przeprowadzono. Rozpisano dwa nieudane konkursy architektoniczne, aż wielki kryzys (1929–1933) położył kres wszystkim planom.

## Pożar Reichstagu w 1933

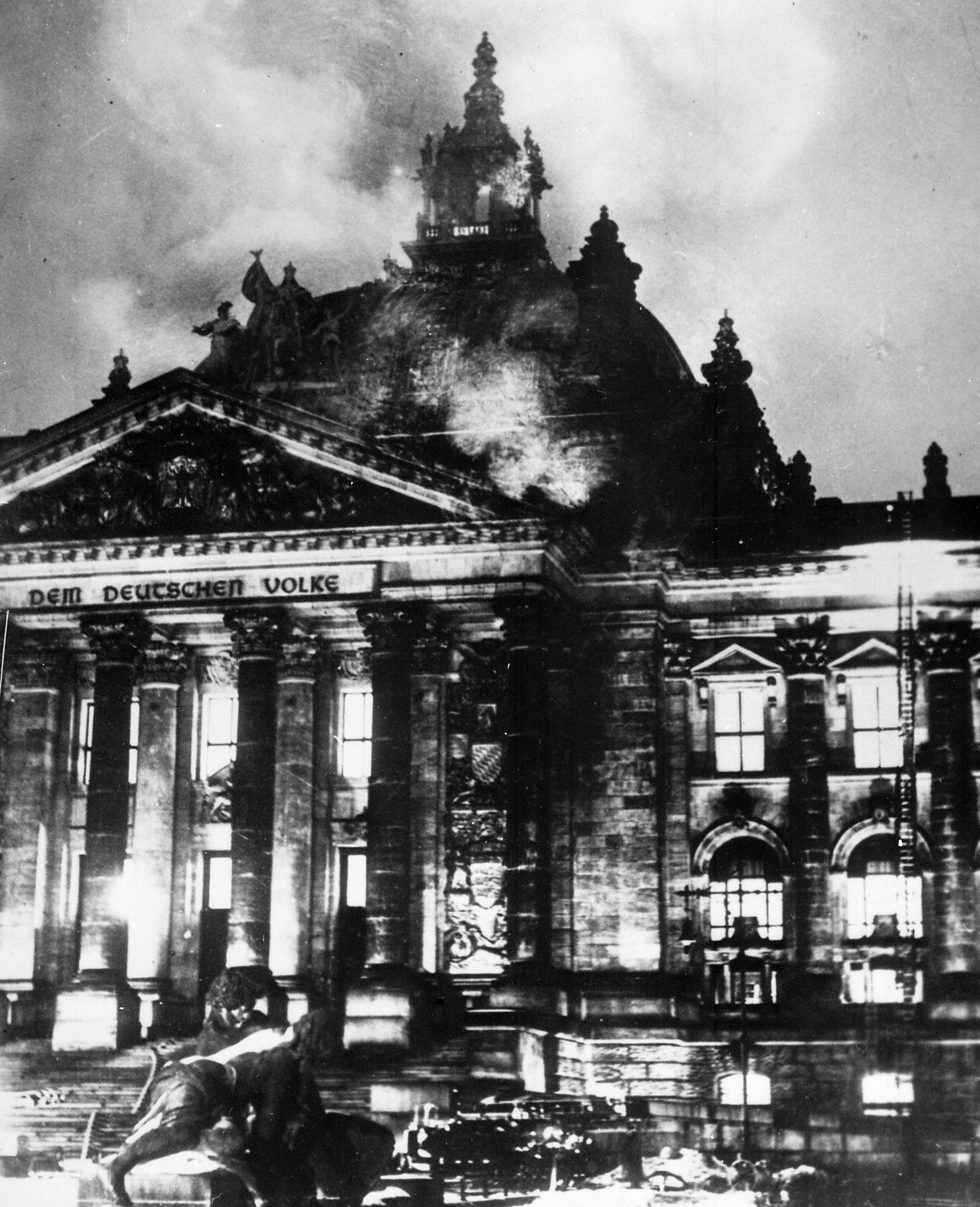
Reichstag trawiony pożarem, 1933

27 lutego 1933 pomiędzy godz. 21 a 23, cztery tygodnie po dojściu Adolfa Hitlera do władzy, płomienie zaczęły obejmować kopułę Reichstagu. Sala plenarna oraz sąsiadujące z nią pomieszczenia zostały doszczętnie spalone. Reichstag został najprawdopodobniej podpalony, jednak okoliczności pożaru do tej pory nie zostały wyjaśnione. To wydarzenie stanowiło symboliczny koniec Republiki Weimarskiej.
W maju 1933 roku przed IV Izbą Karną Sądu Najwyższego Rzeszy w Lipsku o podpalenie Reichstagu oskarżono holenderskiego komunistę Marinusa van der Lubbego, ujętego na miejscu zdarzenia oraz prominentnych działaczy partii komunistycznej: Ernsta Torglera (przewodniczącego frakcji KPD w Reichstagu) oraz członków Kominternu, Bułgarów: Georgi Dymitrowa (późniejszego sekretarza generalnego Kominternu (1934–1943) i po II wojnie światowej komunistycznego premiera Bułgarii), Błagoja Popowa i Wassila Tanewa. Oskarżenie próbowało przedstawić podpalenie jako sygnał dla komunistycznych wystąpień zbrojnych przeciwko państwu niemieckiemu. W procesie lipskim van der Lubbe został skazany na karę śmierci, która została wykonana 10 stycznia 1934 roku. Inni oskarżeni zostali uniewinnieni z braku dowodów winy. Okoliczności pożaru do dziś nie zostały wyjaśnione.
Sposób wykorzystania incydentu pożaru budynku Reichstagu był decydującym krokiem na drodze do pełnego przejęcia władzy w Republice Weimarskiej przez NSDAP i przekształcenia republiki parlamentarnej w monopartyjne policyjne państwo totalitarne. Pod wpływem dramatyzmu wydarzeń Prezydent Rzeszy Paul von Hindenburg został nakłoniony przez Adolfa Hitlera i Franza von Papena do podpisania już 28 lutego w trybie art. 48 konstytucji Republiki Weimarskiej (regulującego tzw. stany nadzwyczajne), tzw. Reichstagsbrandverordnung – dekretu „O ochronie narodu i państwa” (niem. Verordnung zum Schutz von Volk und Staat), który na tydzień przed przedterminowymi wyborami do Reichstagu zawieszał „czasowo” podstawowe prawa obywatelskie zawarte w konstytucji Republiki Weimarskiej z 1919 roku (niem. Die Verfassung des Deutschen Reiches lub też Weimarer Reichsverfassung), sankcjonując prawnie prześladowanie opozycji politycznej NSDAP. Dekret zawieszał m.in. tajemnicę korespondencji, wolność zgromadzeń, nietykalność osobistą obywateli i ich mieszkań, dopuszczał tzw. „areszt prewencyjny”, czyli internowanie bez nakazu sądowego przez policję (i policję pomocniczą). Co najważniejsze – zawieszał również możliwość sądowej kontroli decyzji administracyjnych podjętych w jego trybie (brak możliwości odwołania się do sądu). Rozstrzygające było również powierzenie wykonania dekretu ministrowi spraw wewnętrznych, a nie ministrowi wojny Rzeszy (tzn. policyjny stan wyjątkowy, a nie stan wojenny pod władzą i kontrolą Reichswehry).

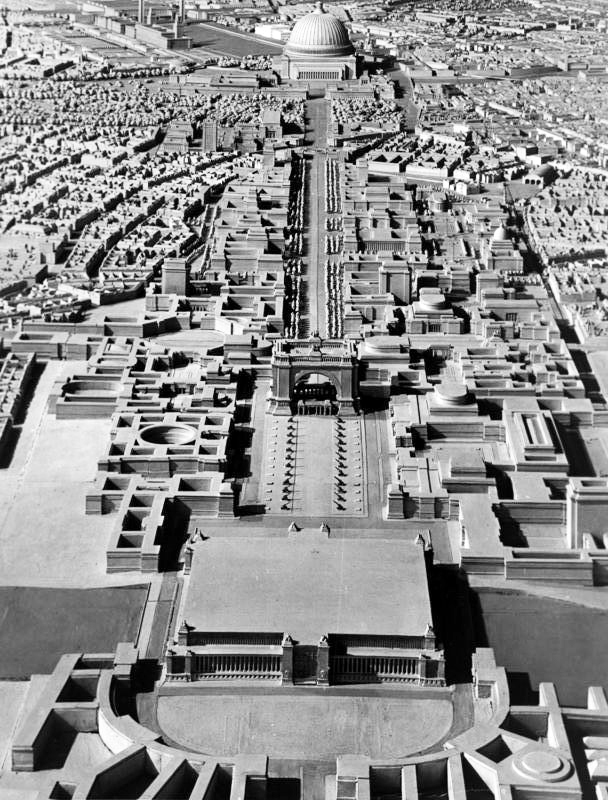
Model Germanii – stolicy świata, 1939

Pozbawiony władzy parlament, w którym od lipca 1933 roku zasiadali jedynie narodowi socjaliści, obradował w gmachu opery Krolla. Po pożarze, odremontowano kopułę Reichstagu, lecz nie salę plenarną. W budynku urządzano tendencyjne wystawy, np. „Wieczny Żyd” (niem. Der ewige Jude) czy „Bolszewizm bez maski” (niem. Bolschewismus ohne Maske). Przez krótki okres prezentowano tu modele Germanii – stolicy świata (niem. Welthauptstadt Germania), fantazji urbanistycznej, zaprojektowanej przez Alberta Speera wspólnie z Hitlerem. Nowa Hala Ludowa (niem. Halle des Volkes) z kopułą wysoką na 290 m, miała stanąć w najbliższym sąsiedztwie Reichstagu, by całkowicie zakryć gmach parlamentu.
Wbrew powszechnej opinii, Adolf Hitler nigdy nie przemawiał w gmachu Reichstagu. Hitler, który w okresie Republiki Weimarskiej nie był parlamentarzystą, został powołany na kanclerza Rzeszy przez prezydenta Rzeszy von Hindenburga 30 stycznia 1933 roku. W dwa dni później prezydent Rzeszy rozwiązał siódmy parlament Rzeszy. Pierwsze posiedzenie nowego parlamentu odbyło się po pożarze Reichstagu, 21 marca 1933 roku (Dzień Poczdamu). Hitler przemawiał w gmachu opery Krolla, przysposobionej do obrad parlamentu.

## II wojna światowa

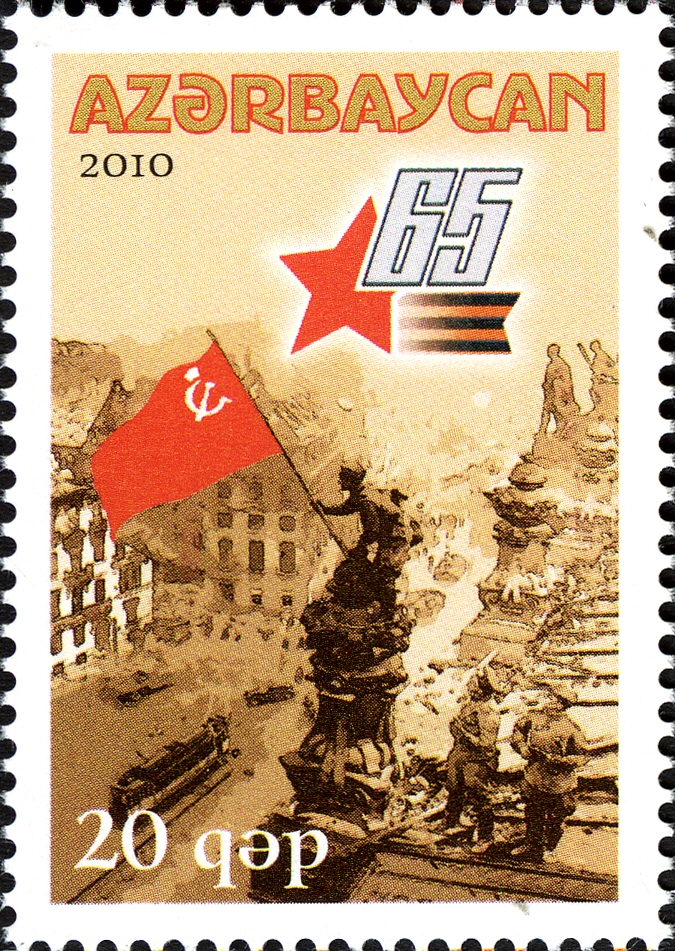
Znaczek ze zdjęciem Jewgienija Chałdieja

Podczas II wojny światowej okna Reichstagu zostały zamurowane. Firma Allgemeine Elektritizitäts-Gesellschaft (AEG) rozpoczęła tu produkcję urządzeń radiowych. Następnie zorganizowano tu lazaret oraz przeniesiono oddział ginekologiczny z pobliskiego szpitala Charité (kilkaset dzieci narodziło się w gmachu Reichstagu).
Czerwonoarmiści uważali gmach Reichstagu za jeden z kluczowych symboli reżimu narodowych socjalistów. Obrali go za swój główny cel militarny w Berlinie, chociaż budowla już od dawna była ruiną. Jednak Reichstag był celem praktycznym – łatwym do zidentyfikowania. Zawołanie „Na Reichstag!” miało paść już po bitwie pod Kurskiem w 1943 roku.
Reichstag został zdobyty po silnych walkach przez 176 pułk 150 dywizji strzelców 3 Armii 1 Frontu Białoruskiego. Dziewięć flag sowieckich przywieziono samolotem z Moskwy. 30 kwietnia 1945 jedna z nich została początkowo zatknięta, jako „flaga zwycięstwa” nad portalem wejściowym, a później umieszczona na szczycie kopuły. Wśród trzech żołnierzy Armii Czerwonej był Polak, Emil Pietrzyk z Wisły Małej. Około godz. 15 dowódca 3 Armii, generał Kuznecow zameldował marszałkowi Żukowowi:

Nasza czerwona flaga powiewa nad Reichstagiem!

następnie poinformował Żukowa, że:

W pewnych obszarach wyższych kondygnacji oraz w piwnicy nadal toczą się walki.

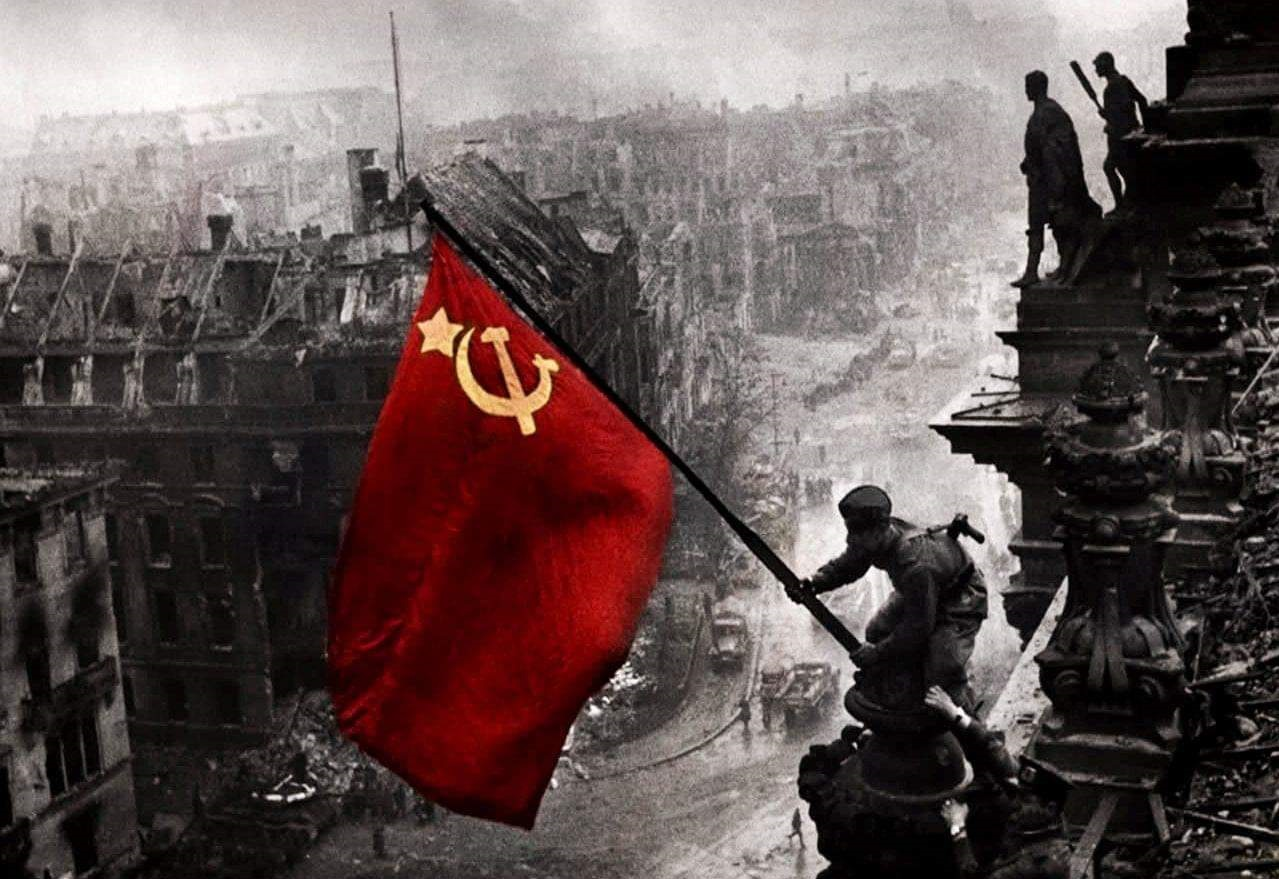
Sztandar nad Reichstagiem

Słynne zdjęcie fotografa wojskowego Jewgienija Chałdieja przedstawiające zatknięcie flagi na Reichstagu, było z tego powodu zrobione już po fakcie. Broniący Reichstagu niemieccy żołnierze poddali się dopiero wieczorem 1 maja. Przez lata uważano, że żołnierzem trzymającym flagę na zdjęciu był Meliton Kantaria, który cieszył się później wielkim poważaniem w ZSRR. Obecnie przyjmuje się, że był to Michaił Petrowicz Minin. Flaga została wywieziona do Moskwy na paradę zwycięstwa 20 czerwca 1945 roku. Do dziś znajduje się w Centralnym Muzeum Sił Zbrojnych w Moskwie.

## Lata 1945–1990

Reichstag po bombardowaniach alianckich

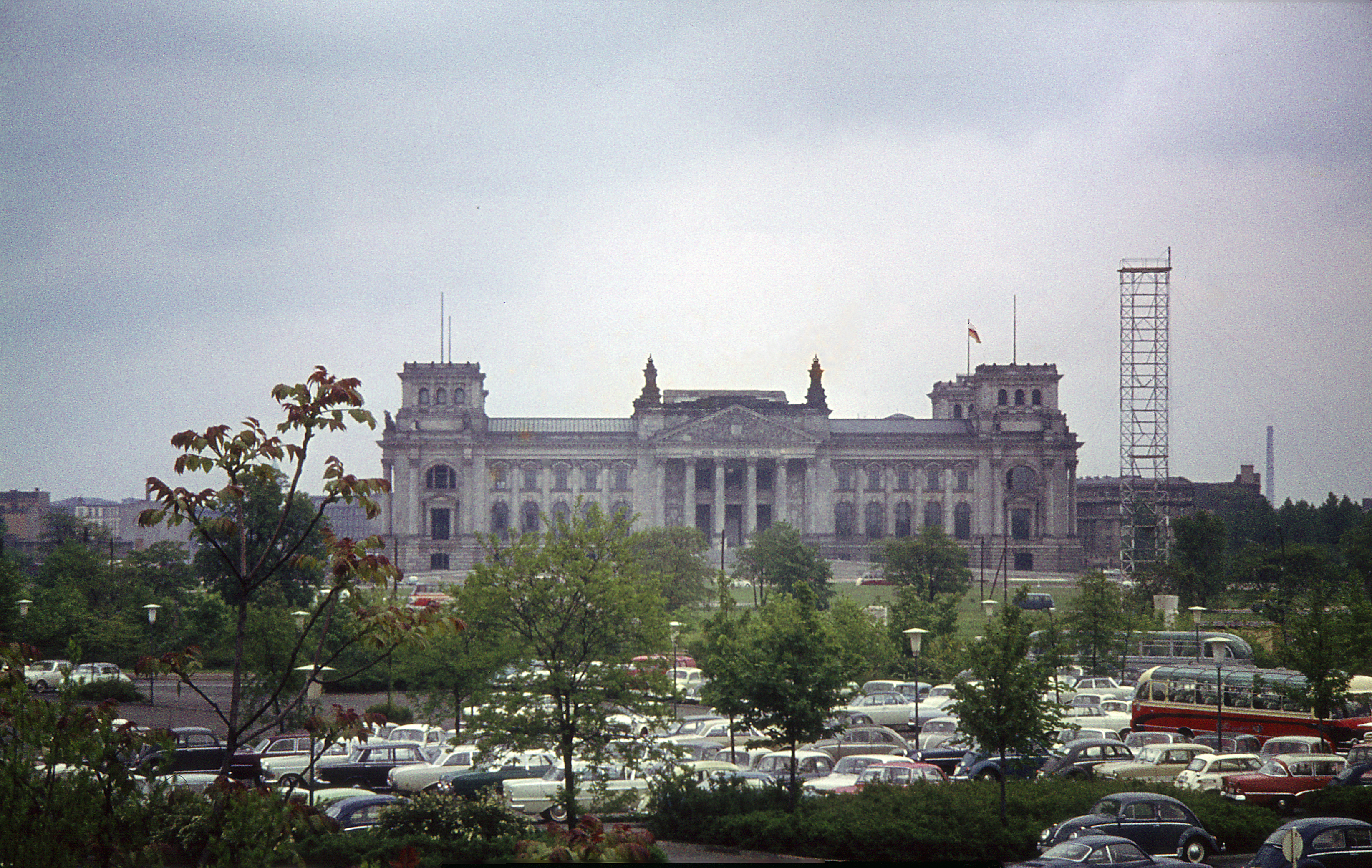
Reichstag bez kopuły, 1964

Po zakończeniu działań wojennych budynek Reichstagu znajdował się w ruinie, a jego bezpośrednie otoczenie legło w gruzach. Wolne parcele wokół gmachu służyły wygłodniałej ludności Berlina, jako działki ogrodnicze, gdzie uprawiano ziemniaki i inne warzywa. Leżący w Berlinie Zachodnim budynek nie był dostępny dla Niemców wschodnich, a Niemcy zachodni organizowali swoją administrację państwową w Bonn. Rozgorzała dyskusja, czy nie wyburzyć gmachu. 22 listopada 1954 roku, by odciążyć zniszczony budynek, wysadzono w powietrze kopułę z powodu domniemanego niebezpieczeństwa związanego z zaburzoną statyką obiektu. Ta przyczyna podważana jest w wielu krytycznych tekstach. W kolejnych latach ograniczono się do zabezpieczenia zrujnowanego gmachu.
W 1955 roku Bundestag zdecydował o kompletnej odbudowie Reichstagu. Jednak przeznaczenie budynku w podzielonych Niemczech nie było jeszcze określone. W 1961 roku architekt Paul Baumgarten wygrał konkurs na projekt i przeprowadzenie odbudowy budowli. Prace zakończono w 1973 roku. Wiele z dekoracyjnych elementów fasady nie powróciło na swoje miejsce. Wysokość wieży narożnych została zredukowana, nie zdecydowano się na budowę nowej kopuły. Wnętrza zostały powiększone poprzez dodanie półpięter. Powierzchnia sali obrad plenarnych powiększyła się dwukrotnie i bez problemu mogła pomieścić wszystkich parlamentarzystów zjednoczonych Niemiec. W latach 1958–1972 gmach służył jako muzeum historyczne. Porozumienie czterech mocarstw odnośnie do Berlina z 1971 roku zabraniało przeprowadzania obrad plenarnych Bundestagu w Berlinie. W nowym budynku Reichstagu mogły się jedynie odbywać spotkania komisji i frakcji parlamentarnych.
Zmiany wprowadzone przez Baumgartena – popierane lub wręcz narzucone przez Generalną Dyrekcję Budowlaną (niem. Bundesbaudirektion) – mogą wydawać się zbyt rygorystyczne, tłumaczy je jednak ówczesna sytuacja historyczna. Baumgarten zastosował modernistyczne formy lat 60. XX w., które obywały się bez dekoracji, a zdominowane były przez linie proste i gładkie powierzchnie. W szczególności reprezentacyjne budowle z XIX w. uchodziły za przeładowane, napuszone, niegodne zachowania. Argumenty konserwatorów zabytków nie znajdowały poparcia. W przypadku gmachu Reichstagu ważny okazał się jeszcze jeden aspekt: budynek, pomimo swojego przeznaczenia, był początkowo symbolem przeddemokratycznej formy państwa, po której nastąpiła słaba demokracja i dyktatura – a powojenne Niemcy właśnie znalazły się na drodze do demokracji. Stąd też chęć do odcięcia się od niedawnej historii. Obecnie nie ma już prawie śladu po korektach Baumgartena. Jedynie zmiany fasady (brak elementów ozdobnych na bocznych brzegach wież narożnych, ozdoby ryzalitów północnego i południowego skrzydła) nie zostały cofnięte. Przyczyny tego stanu rzeczy należy upatrywać w trosce o utrzymanie odpowiedniej statyki gmachu oraz w poważnych uszkodzeniach wielu elementów podczas II wojny światowej. Odtworzenie ich było brane pod uwagę przy przebudowie w latach 90. XX w., jednak nigdy nie zostało zrealizowane.
W okresie podziału Niemiec w latach 1961–1989 w bezpośrednim sąsiedztwie Reichstagu przebiegał Mur Berliński. W budynku mieściło się wówczas muzeum Bundestagu oraz gmachu Reichstagu. Wielu zagranicznych gości odwiedzało taras Reichstagu, skąd rozciągał się widok na mur. Od 1971 roku w budynku umieszczono stałą wystawę „Pytania o historię Niemiec” (niem. Fragen an die Deutsche Geschichte), która cieszyła się wielkim zainteresowaniem.

## Flaga Jedności
W nocy z 2 na 3 października 1990 roku, około północy, na Placu Republiki, tuż przed zachodnim wejściem do Reichstagu, stanął maszt Flagi Jedności (niem. Fahne der Einheit). Flaga upamiętnia moment ponownego zjednoczenia Niemiec; powiewa dniem i nocą. Jest to najprawdopodobniej największa oficjalna flaga Niemiec (6x10 m). Posiada status pomnika. Nie dotyczą jej przepisy regulujące oflagowanie Reichstagu. Opuszczana jest do połowy masztu jedynie w wyjątkowych wypadkach, np. po masakrze w Erfurcie 26 kwietnia 2002.

## Przebudowa Reichstagu (1991–1999)

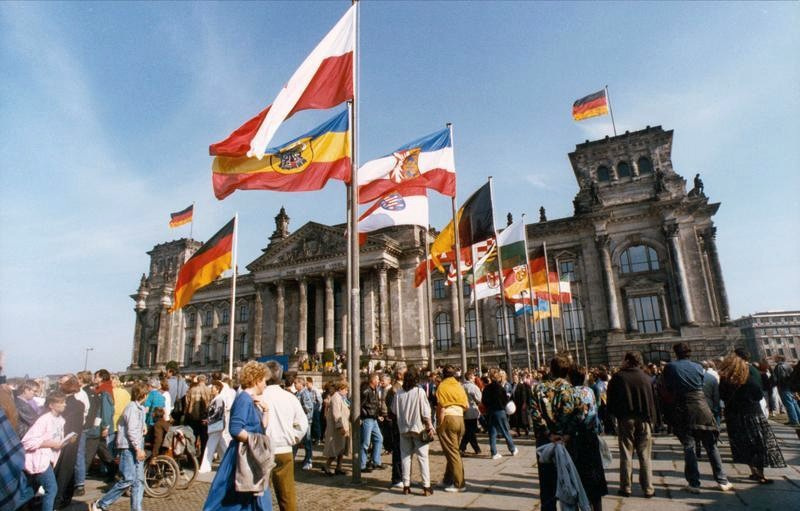
Flagi przed Reichstagiem, 3 października 1990

### Konkurs
Po zjednoczeniu Niemiec, 6 października 1990 roku ogólnoniemiecki Bundestag zdecydował o przeprowadzeniu parlamentu i rządu z Bonn do Berlina, a za tym o przeniesieniu Bundestagu do gmachu Reichstagu. Decyzja parlamentu została podjęta 20 czerwca 1991 roku (337 głosów za, 320 przeciw):

Siedzibą niemieckiego Bundestagu jest stolica federacji Berlin.

W 1993 roku rozpisano międzynarodowy konkurs architektoniczny na przebudowę Reichstagu, który wymagał od projektów przejrzystości formy oraz energooszczędności. Z 80 nadesłanych prac wyłoniono trzech zwycięzców: Foster+Partners (Wielka Brytania), Pi de Bruijn (Holandia) oraz Santiago Calatrava (Hiszpania). Zwycięskie projekty przedstawiono Bundestagowi.
Calatrava proponował budowę nowej kopuły w stylu neogotyckim, a de Bruijn planował wzniesienie sali obrad plenarnych poza starą częścią Reichstagu. Pierwotny projekt Fostera przewidywał wolnostojący, przezroczysty dach rozpięty nad całym budynkiem oraz częścią najbliższego otoczenia gmachu. Propozycja ta nie znalazła jednak szerokiego poparcia ze względów estetycznych (mówiono o „największej stacji benzynowej Niemiec” (niem. Deutschlands größte Tankstelle)), a także finansowych – planowany koszt budowy wynosił 1,3 miliarda DM. Jednak Foster przedstawił później zupełnie nową wizję Reichstagu i wygrał ze swoimi konkurentami (lipiec 1993 roku). Skorygowany projekt Fostera nie przewidywał budowy kopuły. W swoich wyjaśnieniach architekt dystansował się od jakichkolwiek “wybrzuszeń” dachu wzniesionych z czysto symbolicznych pobudek – nie zalecał ani parasola (najbliższego oryginalnemu projektowi) ani kopuły. Jednak Foster musiał ugiąć się pod presją polityczną i 8 maja 1995 roku przedstawił projekt końcowy ze szklaną kopułą. Wtedy Calatrava zarzucił Fosterowi plagiat swojego projektu konkursowego, który przewidywał przezroczystą kopułę o bardzo podobnej formie. Po przeprowadzeniu licznych ekspertyz, stwierdzono, że tak tradycyjny element architektoniczny jak kopuła nie może podlegać szczególnej ochronie prawnej. Foster otrzymał zlecenie na przebudowę Reichstagu pod warunkiem, że całkowity koszt przedsięwzięcia (uwzględniający budowę kopuły, koszty dodatkowe i honoraria) nie przekroczy 600 milionów marek.

### Opakowany Reichstag: Christo
Już w 1971 roku para artystów Christo i Jeanne-Claude, twórcy sztuki krajobrazu, propagowali ideę „opakowanego Reichstagu” (ang. Wrapped Reichstag), a Christo sporządził pierwsze szkice. Pomimo poparcia burmistrza Berlina Zachodniego Klausa Schulza, prezydent Bundestagu odmówił zgody na przedsięwzięcie artystów. W styczniu 1994 Bundestag w Bonn zdecydował, że symbol narodowy o znaczeniu Reichstagu może być przedmiotem akcji artystycznej (292 głosów za, 223 przeciw, 9 wstrzymujących się). Opakowany Reichstag mógł być postrzegany w kategoriach rzeźby i architektury. Pomiędzy 24 czerwca a 6 lipca 1995 roku Reichstag pozostawał opakowany srebrną, ognioodporną folią i mocnym sznurem o średnicy 3 cm. Letnia akcja szybko przerodziła się w festyn. W ciągu dwóch tygodni Reichstag zobaczyło 5 milionów zwiedzających, a reportaże w wielu mediach zagranicznych rozsławiły gmach Reichstagu na całym świecie.

### Przebudowa wnętrz

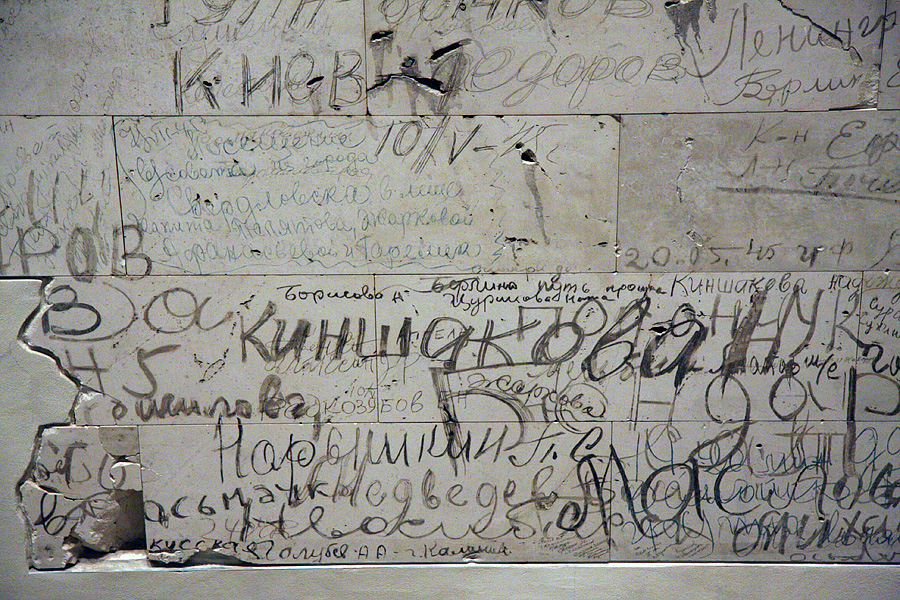
Graffiti radzieckich żołnierzy z 1945

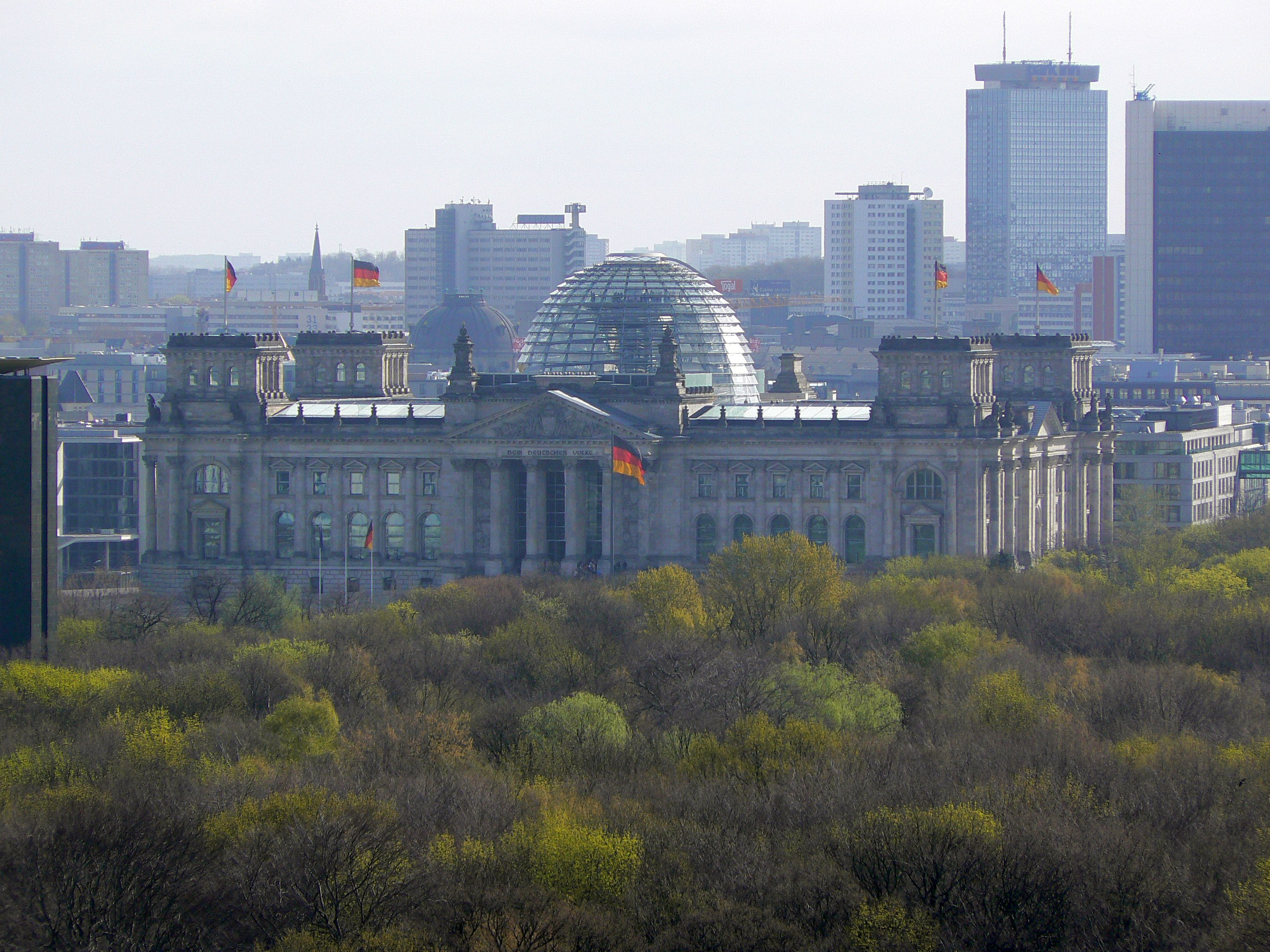
Reichstag po przebudowie

Ostatnia uroczystość w Reichstagu przed przebudową odbyła się 2 grudnia 1994 roku. Pod koniec maja 1995 roku ukończono przygotowania do prac budowlanych – usunięto azbest oraz odsłonięto pierwotne struktury budowli. Przygotowano wiele oryginalnych elementów, które później wkomponowano w nowy gmach. Jednym z wymagań stawianych architektowi było poszanowanie historycznych walorów budynku. Ślady te miały być widoczne po przebudowie, m.in. graffiti pozostawione przez radzieckich żołnierzy – napisy cyrylicą z maja 1945, wykonane po zdobyciu Berlina: „Hitler kaput” czy „Kaukaz – Berlin”. Teksty w wymowie rasistowskiej lub seksistycznej zostały usunięte w porozumieniu ze stroną rosyjską.
Pod koniec lipca 1995 roku, po zakończeniu akcji „opakowany Reichstag” przystąpiono do przebudowy budynku. Usunięto przeróbki Baumgartena z lat 60. XX w., wywieziono 45 tys. ton gruzu. Aby zapewnić stabilność tak zmienionej konstrukcji, do 2300 oryginalnych podpór Wallota dodano kolejne 90.
Właściwe prace rozpoczęto w czerwcu 1996 roku. W centrum budynku dokonano znacznych zmian, które tyczyły głównie sali plenarnej i lobby dla dziennikarzy, znajdującym się na trzecim piętrze. Skrzydło północne i południowe, zajmujące ok. 2/3 gmachu pozostały, jako element historyczny poddane renowacji. Sala plenarna została rozbudowana do pow. 1200 m² (u Wallota zajmowała 640 m², a u Baumagartena – 1385 m²), a prezydium powróciło na wschodnią stronę. Publiczność może dostać się na trybuny przez osobne półpiętro. Trzecie piętro zarezerwowane jest wyłącznie dla parlamentarzystów. Przy budowie nowych partii gmachu zastosowano beton, szkło i żelazo, do rekonstrukcji partii oryginalnych posłużyły wapienie i piaskowce w ciepłej tonacji. Nowy koncept kolorystyczny pomaga zachować przejrzystość budowli. Dziewięć, po części intensywnych barw, służy oznaczeniu poszczególnych stref: parter jest utrzymany w kolorze pomarańczowym, sala obrad plenarnych w niebieskim, część dla odwiedzających w ciemnozielonym, prezydium w kolorze burgundzkiej czerwieni, a część dla frakcji parlamentarnych w szarym. Pomieszczenia otrzymały kolorowe panele z drewna, co było krytykowane z uwagi na znajdujące się tam dzieła sztuki.

### Kopuła
Nowa kopuła jest jednym z najchętniej odwiedzanych celów turystycznych Berlina i stała się symbolem stolicy. Zwiedzający mogą wejść do Reichstagu przez portal zachodni. Po kontroli, wjeżdżają dwiema windami na dach z kopułą, znajdujący się na wysokości 24 m. Ważąca 1200 ton kopuła ma 40 m średnicy i wznosi się na wysokość 24 m. Jej stalowy szkielet złożony jest z 24 prostopadłych żeber w odległości 15° i 17 poziomych obręczy, umieszczonych co 1,65 m. Całość przykrywa 3 tys. m² szkła. Wewnątrz przeplatają się dwie rampy, przesunięte o 180°, wiodące na platformę widokową. Każda o długości 230 m, szeroka na 1,8 m, przypomina spiralę. Szczyt kopuły leży 47 m nad poziomem ulicy, znacznie niżej niż u Wallota. Codziennie kopułę zwiedza średnio ok. 8 tysięcy osób.

### Podziemne przejście
Podczas przebudowy odkryto podziemne przejście, w którym biegły rury ogrzewania. Przejście łączyło gmach parlamentu Rzeszy z pałacem prezydenta parlamentu, dzisiejszą siedzibą Niemieckiego Towarzystwa Parlamentarnego (niem. Deutsche Parlamentarische Gesellschaft e.V. DPG). Fragment kanału grzewczego został wycięty i przeniesiony do przejścia podziemnego prowadzącego z Reichstagu do największego budynku parlamentarnego, czyli Jakob-Kaiser-Haus.

### Bundesadler
Norman Foster zaproponował kilka różnych wersji wizerunku nowego, szczuplejszego orła federalnego (niem. Bundesadler) do sali obrad plenarnych. Parlament jednak opowiadał się za powiększoną kopią bardziej krągłego wizerunku autorstwa Ludwiga Giesa, wykonanego dla parlamentu w Bonn (określanego ironicznie mianem „tłustej kury” (niem. Fette Henne)). W odpowiedzi na preferencje Bundestagu, Foster zaproponował nowego orła z aluminium, o ok. 1/3 większego od bońskiego oryginału, ważącego ok. 2,5 tony. Wizerunek jest dwustronny, jako że orzeł został zawieszony przed szklaną ścianą. Na rewersie orła, zaprojektowanym przez Fostera, architekt złożył swój podpis.

### Oddanie gmachu do użytku
19 kwietnia 1999 Foster przekazał symboliczne klucze do Reichstagu prezydentowi niemieckiego Bundestagu, Wolfgangowi Thierse. W tym samym dniu odbyło się również pierwsze regularne posiedzenie parlamentu. Przebudowa zakończyła się w przewidzianym czasie a budżet nie został przekroczony. Bundestag rozpoczął pracę w Reichstagu 6 września 1999 roku.
Do kwietnia 2009 roku Reichstag odwiedziło ponad 15 milionów osób, by przysłuchiwać się debatom, obejrzeć kopułę bądź zwiedzić parlament.

## Wymiary[42]
| Długość                                        | 137,4 m  |
| Szerokość                                      | 93,9 m   |
| Główna powierzchnia użytkowa                   | 11000 m² |
| Całkowita wysokość z kopułą (od poziomu ulicy) | 54 m     |
| Wysokość kopuły od poziomu tarasu na dachu     | 24 m     |
| Średnica kopuły                                | 40 m     |
| Ciężar kopuły                                  | 1200 t   |
| Powierzchnia szklana kopuły                    | 3000 m²  |

## Zintegrowany koncept energetyczny
Przebudowa Reichstagu wymagała zastosowania odpowiednich, ekologicznych rozwiązań energetycznych. System ogrzewania i instalacje elektryczne wykorzystują energię słoneczną (panele solarne o powierzchni 300 m² na dachu budynku), zmechanizowany system wentylacji, techniki elektrociepłownicze przy jednoczesnym użyciu surowców odnawialnych (ekologiczny olej napędowy z Meklemburgii-Pomorza Przedniego).
Specjalne oszklenie i izolacja powstrzymują utratę ciepła. Podłogi wykorzystywane są jako magazyn zimna i ciepła. Panele solarne i własne elektrociepłownie pokrywają zapotrzebowanie na energię Reichstagu i sąsiadujących budynków parlamentarnych w ponad 80%. Nadto na głębokości 300 m pod ziemią znajduje się rezerwuar słonej wody, która nagrzewana jest w okresie letnim do temperatury 70 °C. Przechowywana w zbiorniku służy do ogrzewania budynku zimą. Oddzielny zbiornik, umieszczony jest na głębokości 60 m. Magazynuje zimną wodę, schładzaną zimą, wykorzystywaną latem do klimatyzacji. Wyżej opisane środki pozwoliły na redukcję rocznej emisji CO2 z ok. 7000 do 400–1000 ton.
Również kopuła przyczynia się do wyższej wydajności energetycznej. Służy do oświetlenia i wentylacji sali obrad plenarnych. Światło słoneczne kierowane jest w dół budynku przy pomocy 360 lejkowato zamontowanych luster. Aby uniknąć przegrzania sali i wyeliminować oślepiające światło, część luster może zostać automatycznie zakryta. Przez środek lustrzanego leja przechodzi powietrze z wewnątrz budynku, które uchodzi poprzez otwór na szczycie kopuły. Po drodze przepływa przez system wymienników ciepła. Przy okazji przebudowy Reichstagu przywrócono do użytku oryginalne szyby wentylacyjne wbudowane przez Wallota.

## Sztuka w Reichstagu
Wnętrza Reichstagu zdobią liczne dzieła sztuki. Za wybór i zakup dzieł sztuki do kolekcji sztuki Bundestagu odpowiada parlamentarna rada ds. sztuki (niem. Kunstbeirat). Po przenosinach Bundestagu do odnowionego gmachu Reichstagu, rada dokonała wyboru indywidualnych dzieł na podstawie rekomendacji ekspertów. Do części dzieł pochodzących z dawnych zbiorów Reichstagu, zamówiono kolejne u 18 artystów, m.in. z Wielkiej Brytanii (Norman Foster), Francji (Christian Boltanski), Rosji (Grisha Bruskin) i Stanów Zjednoczonych (Jenny Holzer). Kolejne dzieła zakupiono lub wypożyczono. Całkowite koszty zakupu dzieł sztuki do budynku Reichstagu wyniosły 8 milionów DM, lecz ceny poszczególnych prac nie zostały nigdy ujawnione. W ten sposób powstała znacząca kolekcja sztuki współczesnej, w której znajdują się prace ponad 30 artystów, m.in.
- Kathariny Sieverding: instalacja przestrzenna w lobby parlamentarzystów, złożona z pięciu, wielkoformatowych fotografii poruszających tematykę zniszczenia i ponownych narodzin oraz trzech ksiąg pamięci wystawionych na drewnianych stołach; dzieło upamiętnia parlamentarzystów prześladowanych i zamordowanych przez narodowych socjalistów[51];
- Sigmara Polkego: kolaże w zachodniej sali wejściowej[52];
- Gerharda Richtera: Schwarz Rot Gold – ponad 20 metrowe szklane tablice z kolorowymi wariacjami na temat niemieckich barw narodowych w zachodniej sali wejściowej[53];
- Jenny Holzer: Installation für das Reichstagsgebäude – stela z biegnącym tekstem z 447 mów i interwencji poselskich z lat 1871–1999 w północnej hali wejściowej[54];
- Georga Baselitza: obrazy inspirowane pracami Caspara Davida Friedricha w południowej hali wejściowej[55];
- Bernharda Heisiga: ekspresjonistyczny obraz Czas i Życie (niem. Zeit und Leben) przedstawiający motywy z historii Niemiec[56];
- Josepha Beuysa: Tisch mit Aggregat – stół odlany z brązu, na którym znajduje się skrzynka; przed stołem, na podłodze leżą dwie kule; górę i dół łączą kable; instalacja skłaniająca do refleksji nad przepływem energii[57];
- Hansa Haackego: Der Bevölkerung – instalacja na dziedzińcu północnym – małe, prostokątne, drewniane koryto wypełnione ziemią z okręgów wyborczych z widocznym napisem Der Bevölkerung (pol. Ludności)[58].